# Giro de Lombardía 1985
El Giro de Lombardía 1985, la 79.ª edición de esta clásica ciclista, se disputó el 12 de octubre de 1985, con un recorrido de 255 km entre Como y Milán. El irlandés Sean Kelly consiguió imponerse al esprint en la línea de llegada en lo que fue el segundo título de esta carrera de los tres que conseguiría. El holandés Adrie van der Poel y el francés Charly Mottet acabaron segundo y tercero respectivamente. 

## Clasificación final
| Posición | Ciclista                 | Equipo                 | Tiempo    |
| -------- | ------------------------ | ---------------------- | --------- |
| 1        | Sean Kelly               | Skil-Sem               | 6h 11' 17 |
| 2        | Adrie van der Poel       | Kwantum Hallen-Yoko    | m. t.     |
| 3        | Charly Mottet            | Renault-Elf            | m. t.     |
| DSQ      | Marino Lejarreta         | Alpilatte-Olmo-Cierre  | m. t.     |
| 5        | Leo Schönenberger        | Dromedario-Laminox     | m. t.     |
| 6        | Claudio Corti            | Supermercati Brianzoli | m. t.     |
| 7        | Silvano Contini          | Ariostea-Benotto       | m. t.     |
| 8        | Alfio Vandi              | Dromedario-Laminox     | m. t.     |
| 9        | Gianbattista Baronchelli | Supermercati Brianzoli | m. t.     |
| 10       | Mario Beccia             | Malvor-Bottecchia      | m. t.     |